# Календар щеплень

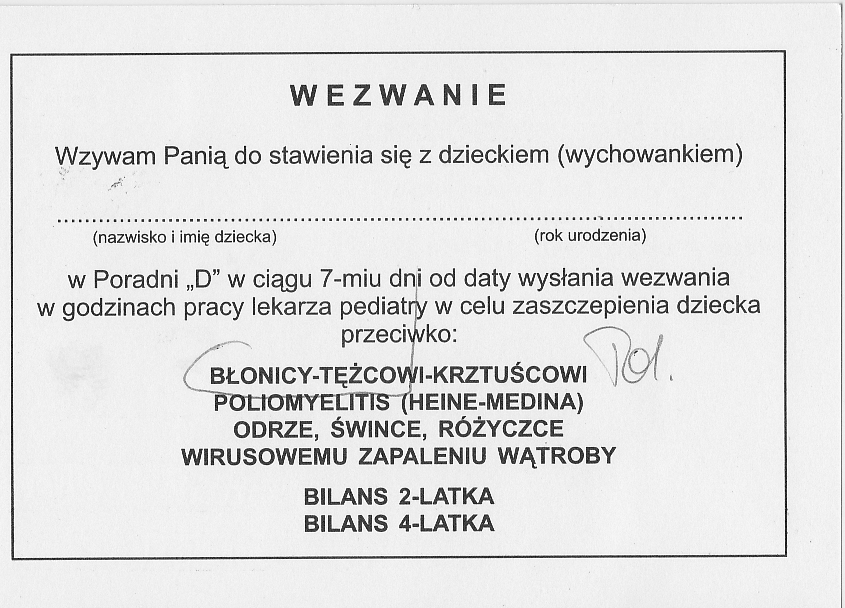
Приклад польського виклику на вакцинацію проти дифтерії та правцю.

Календар щеплень або Календар профілактичних щеплень — обов'язкова (чи рекомендована) серія вакцинацій, із вказанням часу та дози.
Вакцина — це антигенний препарат, що використовується для отримання активного імунітету до певного захворювання, для того, щоб запобігти або зменшити наслідки інфікування будь-яким природним патогеном. Багато вакцини для досягнення максимальної ефективності або для отримання достатнього початкового імунної відповіді, або аби підвищити відповідь, яка згасає з плином часу, вимагають багаторазових доз. Наприклад, повторні щеплення від правця часто рекомендовано повторювати кожні 10 років. Календарі щеплень розробляються урядовими установами або групами лікарів з метою досягнення максимальної ефективності обов'язкових та рекомендованих щеплень при мінімальній кількості втручань. Через відмови від вакцинації і недотримання календаря щеплень почастішали спалахи раніше відносно контрольованих захворювань.

## Загальна інформація
У 1900 році вакцина проти натуральної віспи була єдиною призначають дітям. На початок 1950-х років, діти зазвичай отримували три вакцини, для захисту від дифтерії, коклюшу, правця та натуральної віспи, та цілих п'ять уколів за два роки життя. З середини 1980-х років до календаря було додано багато вакцини. Із розробкою багатьох нових вакцин за останні два десятиліття рекомендований календар щеплень зріс та став складніший. Станом на 2009 у США Центри контролю та попередження захворювань (англ. Centers for Disease Control and Prevention, CDC) рекомендують вакцинацію проти щонайменше чотирнадцяти захворювань. До двох років віку, діти США отримують близько 24 ін'єкції вакцини, і можуть отримувати до п'яти уколів під час одного візиту до лікаря. Завдяки використанню комбінованих вакцин станом на 2013 рік програма імунізації Сполученого Королівства складається з 9 ін'єкцій у віці двох років, а не 22, якби вакцинація для кожного захворювання проводилась у вигляді окремої ін'єкції.
Деякі вакцини рекомендуються тільки в певних областях (країнах, субнаціональних районах або групах підвищеного ризику), де відповідна хвороба є поширеним явищем. Наприклад, вакцина проти жовтої гарячки є обов'язковою для календаря щеплень Французької Гвіани, рекомендується в деяких районах Бразилії, але у Сполучених Штатах її вводять лише мандрівникам, що прямують до країн, де ця хвороба поширена. У країнах, що розвиваються, рекомендації по щепленнях також враховують рівень доступу до медичної допомоги, вартість вакцин і проблем з наявністю та зберігання вакцин. Відповідно до аналізу Всесвітньої організації охорони здоров'я, розвинені країни використовують календарі щеплень, які охоплюють перші п'яти років життя дитини і використовують вакцини, які коштують понад $ 700, включаючи адміністративні витрати. У той же час розвиткові країни використовують календарі, які охоплюють перші 9 місяців життя з вартістю всього $ 25. Ця відмінність пов'язана з більш низькою вартістю медичної допомоги, низькою вартістю багатьох вакцин, що надаються розвитковим країнам і відмовою від використання більш дорогих вакцин, часто для менш поширених захворювань.
Додаткові вакцини надаються особам, які з більшою ймовірністю можуть бути інфіковані певними збудниками через їх професійну діяльність або поїздки в регіони, де ця хвороба присутня (у тому числі військовослужбовцям), або лише після потенційно інфекційного контакту. Прикладами можуть бути вакцина проти сказу, вакцина проти сибірки, вакцина проти холери та вакцина проти натуральної віспи.

## У світі
Всесвітня організація охорони здоров'я контролює календарі щеплень по всьому світу, відзначаючи, які вакцини було включено у програму кожної країни, досягнуті показники охоплення і заходи аудиту. У таблиці нижче наведені типи вакцин, що вводяться у вказаних країнах. ВООЗ публікує на своєму вебсайті поточні календарі щеплення для всіх держав-членів ВООЗ.
| Ціль вакцинації                | Передача             | Захво- рюваність по всьому світу (2004) | Смерт- ність по всьому світу (2004) | Чилі | Куба | Україна | США  | Велика Британія | Фін- ляндія | Німе- ччина | Сау- дівська Аравія | Ефіопія | Бот- свана | Індія    | Авст- ралія | Китай | Японія |
| ------------------------------ | -------------------- | --------------------------------------- | ----------------------------------- | ---- | ---- | ------- | ---- | --------------- | ----------- | ----------- | ------------------- | ------- | ---------- | -------- | ----------- | ----- | ------ |
| Дифтерія                       | Слина                | 34,000                                  | 5,000                               | Так  | Так  | Так     | Так  | Так             | Так         | Так         | Так                 | Так     | Так        | Так      | Так         | Так   | Так    |
| Кашлюк                         | Повітряно-крапельний | 18,387,000                              | 254,000                             | Так  | Так  | Так     | Так  | Так             | Так         | Так         | Так                 | Так     | Так        | Так      | Так         | Так   | Так    |
| Правець                        | Проникаюче поранення | 251,000                                 | 163,000                             | Так  | Так  | Так     | Так  | Так             | Так         | Так         | Так                 | Так     | Так        | Так      | Так         | Так   | Так    |
| Гепатит B                      | Біологічні рідини    | 5,700,000 (гостро)                      | 105,000                             | Так  | Так  | Так     | Так  | Так1            | Так1        | Так         | Так                 | Так     | Так        | Так1     | Так         | Так   |        |
| Гемофільна паличка тип b       | Повітряно-крапельний | 2,000,000– 3,000,000                    | 386,000                             | Так  | Так  | Так     | Так  | Так             | Так         | Так         | Так                 | Так     |            |          | Так         |       |        |
| Кір                            | Повітряний           | 27,000,000                              | 424,000                             | Так  | Так  | Так     | Так  | Так             | Так         | Так         | Так                 | Так     | Так        | Так      | Так         | Так   | Так    |
| Туберкульоз                    | Повітряний           | 7,782,000                               | 1,464,000                           | Так  | Так  | Так     |      | Так1            | Так1        |             | Так                 | Так     | Так        | Так      |             | Так   | Так    |
| Поліомієліт                    | Фекально- оральний   | 1,606                                   | Невідомо                            | OPV  | OPV  | Так     | IPV  | IPV             | IPV         | IPV         | IPV, OPV            | OPV     | OPV        | OPV, IPV | IPV         | OPV   | OPV    |
| Гепатит A                      | Фекально- оральний   | 1,400,000                               | Невідомо                            |      |      |         | Так  | Так1            | Так1        |             | Так                 |         |            |          | Так1        | Так   |        |
| Вірус папіломи людини (HPV)    | Сексуальний контакт  | 493,000 2                               | 247,000 2                           |      |      |         | Так  | Так             | Так         | Так         |                     |         |            |          | Так         |       |        |
| Грип (сезонний)                | Повітряно-крапельний | 3,000,000– 5,000,000                    | 250,000– 500,000                    | Так1 | Так1 |         | Так1 | Так1            | Так1        | Так1        |                     |         |            |          | Так         |       | Так1   |
| Менінгокок                     | Повітряно-крапельний | Невідомо                                | 340,000                             |      | Так  |         | Так  | Так             | Так1        | Так         | Так1                |         |            |          | Так         | Так   |        |
| Епідемічний паротит («свинка») | Повітряно-крапельний | 544,000                                 | Невідомо                            | Так  | Так  | Так     | Так  | Так             | Так         | Так         | Так                 |         |            |          | Так         | Так   |        |
| Пневмокок                      | Повітряно-крапельний | 14,500,000                              | 826,000                             | Так  |      |         | Так  | Так             |             | Так         | Так1                |         |            |          | Так         |       |        |
| Ротавірус                      | Фекально- оральний   |                                         | 527,000                             |      |      |         | Так  | Так             | Так         |             |                     |         |            | Так      | Так         |       |        |
| Краснуха                       | Повітряно-крапельний | Невідомо                                | 196,000                             | Так  | Так  | Так     | Так  | Так             | Так         | Так         | Так                 |         |            |          | Так         | Так   | Так    |
| Черевний тиф                   | Фекально- оральний   | 22,000,000                              | 216,000                             |      | Так  |         |      |                 |             |             | Так1                |         |            |          |             |       |        |
| Вітряна віспа                  | Повітряний           | Невідомо                                | Невідомо                            |      |      |         | Так  |                 |             | Так         | Так                 |         |            |          |             |       |        |
| Жовта гарячка                  | Москіт               | 200,000                                 | 30,000                              |      |      |         |      |                 |             |             |                     |         | Так        |          |             |       |        |
| Кліщовий енцефаліт             | Кліщ                 | 5,000– 7,000                            | Невідомо                            |      |      |         |      |                 | Так1        |             |                     |         |            |          |             |       |        |
| Японський енцефаліт            | Москіт               | 50,000                                  | 15,000                              |      |      |         |      |                 |             |             |                     |         |            | Так1     |             | Так   | Так    |

1. ↑  Захворюваність та смертність вказано для раку шийки матки. Близько 100 % раку шийки матки викликано HPV.[27]

## Календар щеплень в Україні
Календар профщеплень передбачає, що дитину можна безплатно вакцинувати проти 10 інфекційних захворювань:
- туберкульозу
- вірусного гепатиту В
- дифтерії
- правця
- кашлюку
- поліомієліту
- гемофільної інфекції
- кору
- паротиту
- краснухи

Календар щеплень в Україні передбачає, що дорослий безплатно отримує щеплення від дифтерії та правця кожні десять років.
Крім того, у календарі щеплень 2023 перераховані рекомендовані щеплення, вакцини для яких не надаються безоплатно державою. МОЗ рекомендує зробити ці щеплення власним коштом. Це вакцинація від:
- пневмококової інфекції;
- ротавірусної інфекції;
- менінгококової інфекції;
- вітряної віспи;
- гепатиту А;
- папіломовірусної інфекції;
- жовтої гарячки;
- кліщового енцефаліту;
- черевного тифу;
- грипу.

Календар вакцинації затверджений наказом МОЗ від 16.09.2011 № 595 (у редакції наказу МОЗ від 11.08.2014 № 551). Останні зміни в Календар щеплень МОЗ вносило наказом від 04.06.2018 № 947 (табл.).

### Календар профілактичних щеплень в Україні
| Вік                             | Захворювання, проти якого роблять щеплення                             |
| 1 день                          | гепатит В                                                              |
| 3-5 днів                        | туберкульоз                                                            |
| 2 місяці                        | гепатит В, дифтерія, кашлюк, правець, поліомієліт, гемофільна інфекція |
| 4 місяці                        | дифтерія, кашлюк, правець, поліомієліт, гемофільна інфекція            |
| 6 місяців                       | гепатит В, дифтерія, кашлюк, правець, поліомієліт                      |
| 12 місяців                      | гемофільна інфекція, кір, краснуха, паротит                            |
| 18 місяців                      | дифтерія, кашлюк, правець, поліомієліт                                 |
| 6 років                         | дифтерія, правець, поліомієліт, кір, краснуха, паротит                 |
| 14 років                        | поліомієліт                                                            |
| 16 років                        | дифтерія, правець                                                      |
| 26 років (надалі — що 10 років) | дифтерія, правець                                                      |

Увага! Вакцину проти гепатиту В вже не вводять в один місяць, як це було раніше, а вакцину від туберкульозу не вводять дітям у віці семи років.

## Інші країни

### Австралія
Австралійська програма імунізації проводиться відповідно до календаря Національної програми імунізації (англ. National Immunization Program, NIP). Усі вакцини, доступні в рамках Австралійської календаря щеплень безкоштовні відповідно до програми «Схема фармацевтичної доброчинності».
| Вакцина | Наро- дження | 2 міс. | 4 міс. | 6 міс. | 12 міс.   | 18 міс.   | 24 міс. | 4 рр.  | 10–15 рр. | 15-64 рр. | ≥65 рр. | 70-79 рр. |
| Гепатит А |              |        |        |        | HepA[1]   | HepA[1]   | HepA[1] |        |           |           |         |           |
| Гепатит B | HepB         | HepB   | HepB   | HepB   | [ 30 ]    | [ 30 ]    | [ 30 ]  | [ 30 ] | [ 31 ]    |           |         |           |
| Дифтерія, поліомієліт, кашлюк |              | DTPa   | DTPa   | DTPa   | [ 30 ]    | DTPa      | [ 30 ]  | DTPa   | dTpa      |           |         |           |
| Гемофільна паличка тип b |              | Hib    | Hib    | Hib    | Hib       | [ 30 ]    | [ 30 ]  | [ 30 ] |           |           |         |           |
| Поліомієліт (інактивована) |              | IPV    | IPV    | IPV    | [ 30 ]    | [ 30 ]    | [ 30 ]  | IPV    | [ 31 ]    |           |         |           |
| Пневмокок |              | 13vPCV | 13vPCV | 13vPCV | 13vPCV[1] | 13vPCV[1] |         | 23vPPV |           | 23vPPV[2] | 23vPPV  |           |
| Пневмокок | 13vPCV       | 13vPCV | 13vPCV | 13vPCV |           |           |         | 23vPPV |           | 23vPPV[2] | 23vPPV  |           |
| Пневмокок | [ 30 ]       | 13vPCV | 13vPCV | 13vPCV |           |           |         |        |           | 23vPPV[2] | 23vPPV  |           |
| Ротавірус |              | RV     | RV     | RV     |           |           |         |        |           |           |         |           |
| Кір, краснуха, паротит |              |        |        |        | MMR       | MMR       | [ 30 ]  | [ 30 ] | [ 31 ]    |           |         |           |
| Вітряна віспа |              |        |        |        |           | Varicella | [ 30 ]  | [ 30 ] | [ 30 ]    |           |         |           |
| Менінгокок |              |        |        |        | MenCCV    | [ 30 ]    | [ 30 ]  | [ 30 ] | [ 31 ]    |           |         |           |
| Вакцина проти вірусу папіломи людини (HPV) |              |        |        |        |           |           |         |        | HPV       |           |         |           |
| Грип |              |        |        |        |           |           |         |        |           |           | Yearly  |           |
| Грип |              |        |        |        |           |           |         |        |           |           | Yearly  |           |
| Оперізуючий герпес |              |        |        |        |           |           |         |        |           |           |         | Zostavax  |
| Рекомендований вік для всіх. Рекомендований діапазон додаткових щеплень для аборигенів Австралії та островів Торресової протоки. Рекомендований вік для деяких інших груп високого ризику. Рекомендований вік для наздоганяючої імунізації або для людей, які не мають доказів імунітету (наприклад, відсутність документації про вакцинацію або не мають ніяких ознак раніше перенесеної інфекції). [1] 1 2 У районах з високим ступенем ризику. [2] 1 50 років і старше, якщо за іншими ознаками ризик низький. Детальніша інформація на сайті Міністерства охорони здоров'я Австралії |              |        |        |        |           |           |         |        |           |           |         |           |

### Канада
У Канаді, фінансовані державою схеми імунізації можуть відрізнятись у залежності від провінції або території.

#### Альберта
| Вакцина                                    | Наро дження | 2 міс.    | 4 міс.    | 6 міс. | 12 міс.   | 18 міс. | 4 рр.  | 10–13 рр. | 15–17 рр.           | ≥65 рр. |
| ------------------------------------------ | ----------- | --------- | --------- | ------ | --------- | ------- | ------ | --------- | ------------------- | ------- |
| Гепатит B                                  |             |           |           |        |           |         | HB     |           |                     |         |
| Ротавірус                                  |             |           |           |        |           |         |        |           |                     |         |
| Дифтерія, поліомієліт, кашлюк              |             | DTaP      | DTaP      | DTaP   |           | DTaP    | DTaP   |           | Tdap                |         |
| Гемофільна паличка тип b                   |             | Hib       | Hib       | Hib    |           | Hib     |        |           |                     |         |
| Пневмокок                                  |             | Pneu-C-13 | Pneu-C-13 |        | Pneu-C-13 |         |        |           |                     |         |
| Поліомієліт (інактивована)                 |             | IPV       | IPV       | IPV    |           | IPV     | IPV    |           |                     |         |
| Кір, краснуха, паротит                     |             |           |           |        | MMRV      |         | MMRV   |           |                     |         |
| Вітряна віспа                              |             |           |           |        | MMRV      |         | MMRV   |           |                     |         |
| Менінгокок                                 |             |           | Men-C     |        | Men-C     |         |        |           | Men-C-A CYW135      |         |
| Вакцина проти вірусу папіломи людини (HPV) |             |           |           |        |           |         |        | HPV       | HPV (лише хлопчики) |         |
| Грип                                       |             |           |           | Yearly | Yearly    | Yearly  | Yearly | Yearly    | Yearly              | Yearly  |

#### Британська Колумбія
| Вакцина                                    | Наро дження | 2 міс.    | 4 міс.    | 6 міс. | 12 міс.   | 18 міс. | 4 рр.  | 10–13 рр.           | 15–17 рр. | ≥65 рр. |
| ------------------------------------------ | ----------- | --------- | --------- | ------ | --------- | ------- | ------ | ------------------- | --------- | ------- |
| Гепатит B                                  |             | HepB      | HepB      | HepB   |           |         |        |                     |           |         |
| Ротавірус                                  |             | RV        | RV        |        |           |         |        |                     |           |         |
| Дифтерія, поліомієліт, кашлюк              |             | DTaP      | DTaP      | DTaP   |           |         | DTaP   |                     | Tdap      |         |
| Гемофільна паличка тип b                   |             | Hib       | Hib       | Hib    |           | Hib     |        |                     |           |         |
| Пневмокок                                  |             | Pneu-C-13 | Pneu-C-13 |        | Pneu-C-13 |         |        |                     |           |         |
| Поліомієліт (інактивована)                 |             | IPV       | IPV       | IPV    |           | IPV     | IPV    |                     |           |         |
| Кір, краснуха, паротит                     |             |           |           |        | MMR       |         | MMRV   |                     |           |         |
| Вітряна віспа                              |             |           |           |        |           |         | MMRV   | Varicella           |           |         |
| Менінгокок                                 |             | MenCCV    |           |        | MenCCV    |         |        |                     |           |         |
| Вакцина проти вірусу папіломи людини (HPV) |             |           |           |        |           |         |        | HPV (лише дівчатка) |           |         |
| Грип                                       |             |           |           | Yearly | Yearly    | Yearly  | Yearly | Yearly              | Yearly    | Yearly  |

#### Нью-Брансвік
| Вакцина                                    | Наро дження | 2 міс.    | 4 міс.    | 6 міс. | 12 міс.   | 18 міс. | 4 рр.  | 10–13 рр.        | 15–17 рр.      | ≥65 рр. |
| ------------------------------------------ | ----------- | --------- | --------- | ------ | --------- | ------- | ------ | ---------------- | -------------- | ------- |
| Гепатит B                                  | HepB        | HepB      |           | HepB   |           |         |        |                  |                |         |
| Ротавірус                                  |             |           |           |        |           |         |        |                  |                |         |
| Дифтерія, поліомієліт, кашлюк              |             | DTaP      | DTaP      | DTaP   |           | DTaP    | DTaP   |                  | Tdap           |         |
| Гемофільна паличка тип b                   |             | Hib       | Hib       | Hib    |           | Hib     |        |                  |                |         |
| Пневмокок                                  |             | Pneu-C-13 | Pneu-C-13 |        | Pneu-C-13 |         |        |                  |                |         |
| Поліомієліт (інактивована)                 |             | IPV       | IPV       | IPV    |           | IPV     | IPV    |                  |                |         |
| Кір, краснуха, паротит                     |             |           |           |        | MMR-Var   | MMR-Var |        |                  |                |         |
| Вітряна віспа                              |             |           |           |        | MMR-Var   | MMR-Var |        |                  |                |         |
| Менінгокок                                 |             |           |           |        | MenCCV    |         |        |                  | Men-C-A CYW135 |         |
| Вакцина проти вірусу папіломи людини (HPV) |             |           |           |        |           |         |        | HPV (girls only) |                |         |
| Грип                                       |             |           |           | Yearly | Yearly    | Yearly  | Yearly | Yearly           | Yearly         | Yearly  |

#### Онтаріо
| Вакцина                                    | Наро дження | 2 міс.    | 4 міс.    | 6 міс. | 12 міс.   | 15 міс.   | 18 міс. | 4 рр. | 10–13 рр.          | 15–17 рр. |
| ------------------------------------------ | ----------- | --------- | --------- | ------ | --------- | --------- | ------- | ----- | ------------------ | --------- |
| Гепатит B                                  |             |           |           |        |           |           |         |       | HB                 |           |
| Ротавірус                                  |             | RV        | RV        |        |           |           |         |       |                    |           |
| Дифтерія, поліомієліт, кашлюк              |             | DTaP      | DTaP      | DTaP   |           |           | DTaP    | DTaP  |                    | Tdap      |
| Гемофільна паличка тип b                   |             | Hib       | Hib       | Hib    |           |           | Hib     |       |                    |           |
| Пневмокок                                  |             | Pneu-C-13 | Pneu-C-13 |        | Pneu-C-13 |           |         |       |                    |           |
| Поліомієліт (інактивована)                 |             | IPV       | IPV       | IPV    |           |           | IPV     | IPV   |                    |           |
| Кір, краснуха, паротит                     |             |           |           |        | MMRV      |           |         | MMRV  |                    |           |
| Вітряна віспа                              |             |           |           |        |           | Varicella |         |       |                    |           |
| Менінгокок                                 |             |           |           |        | Men-C     |           |         |       | Men-C-A CYW135     |           |
| Вакцина проти вірусу папіломи людини (HPV) |             |           |           |        |           |           |         |       | HPV (лише дівчата) |           |

### Нова Зеландія
| Вакцина                                    | 6 тиж.                  | 3 міс.                  | 5 міс.                  | 15 міс. | 4 рр.      | 11 рр. | 12 рр. | 45 рр. | ≥65 рр. |
| ------------------------------------------ | ----------------------- | ----------------------- | ----------------------- | ------- | ---------- | ------ | ------ | ------ | ------- |
| Ротавірус                                  | RV5                     | RV5                     | RV5                     |         |            |        |        |        |         |
| Дифтерія, поліомієліт, кашлюк              | DTaP + IPV + HepB + Hib | DTaP + IPV + HepB + Hib | DTaP + IPV + HepB + Hib |         | DTaP + IPV | Tdap   |        | Td     | Td      |
| Поліомієліт (інактивована)                 | DTaP + IPV + HepB + Hib | DTaP + IPV + HepB + Hib | DTaP + IPV + HepB + Hib |         | DTaP + IPV |        |        |        |         |
| Гепатит B                                  | DTaP + IPV + HepB + Hib | DTaP + IPV + HepB + Hib | DTaP + IPV + HepB + Hib |         |            |        |        |        |         |
| Гемофільна паличка тип b                   | DTaP + IPV + HepB + Hib | DTaP + IPV + HepB + Hib | DTaP + IPV + HepB + Hib | Hib     |            |        |        |        |         |
| Пневмокок                                  | PCV13                   | PCV13                   | PCV13                   | PCV13   |            |        |        |        |         |
| Кір, краснуха, паротит                     |                         |                         |                         | MMR     | MMR        |        |        |        |         |
| Вакцина проти вірусу папіломи людини (HPV) |                         |                         |                         |         |            |        | HPV9   |        |         |
| Грип                                       |                         |                         |                         |         |            |        |        |        | Yearly  |

Основні доповнення, заміни та видалення календаря щеплень Нової Зеландії включають:
- 1958 — Перший календар: DTwP та DT
- 1961 — Додано Polio (OPV)
- 1971 — Додано Measles, rubella and tetanus toxoid
- 1979 — Rubella замінено лише для дівчат
- 1988 — Додано HepB
- 1990 — MMR замінила measles та rubella
- 1994 — Додано Hib; Td замінило tetanus toxoid
- 1996 — Викинуто DT
- 1997 — Додано Influenza
- 2000 — DTaP замінила DTwP
- 2002 — IPV замінила OPV
- 2006 — ДоданоMeNZB та Tdap
- 2008 — MeNZB викинуто, PCV7 додано, HPV4 додано лише для жінок
- 2011 — PCV10 замінила PCV7
- 2014 — Додано RV5, PCV13 замінила PCV10
- 2017 — HPV9 замінила HPV4 та була поширена на чоловіків

### Велика Британія
Дитячий календар щеплень Великої Британії рекомендований Міністерством охорони здоров'я Великої Британії та Національною службою охорони здоров'я, і де можливо, використовує комбіновані вакцини.
| Дифтерія, поліомієліт, кашлюк                           | DTaP + IPV + Hib | DTaP + IPV + Hib | DTaP + IPV + Hib |          | DTaP + IPV |                     | Td + IPV |
| Поліомієліт (inactivated)                               | DTaP + IPV + Hib | DTaP + IPV + Hib | DTaP + IPV + Hib |          | DTaP + IPV |                     | Td + IPV |
| Гемофільна паличка тип b                                | DTaP + IPV + Hib | DTaP + IPV + Hib | DTaP + IPV + Hib | Hib/MenC |            |                     |          |
| Менінгокок                                              | MenB             |                  | MenB             | MenB     |            | MenACWY (13-15 yrs) |          |
| Ротавірус (з липня 2013)                                | Rotavirus        | Rotavirus        |                  |          |            |                     |          |
| Пневмокок                                               | PCV              |                  | PCV              | PCV      |            |                     |          |
| Кір, краснуха, паротит                                  |                  |                  |                  | MMR      | MMR        |                     |          |
| Вакцина проти вірусу папіломи людини (HPV)              |                  |                  |                  |          |            | HPV x2              |          |
| ↑ HPV лише для жінок — 2 вакцинації впродожв 24 місяців |                  |                  |                  |          |            |                     |          |

#### Нерутинні щеплення
Деякі діти можуть отримувати вакцини на додаток до перерахованих в таблиці:
- Вакцина БЦЖ дається при народженні «дітям, які з більшою ймовірністю вступають в контакт з туберкульозом, ніж населення в цілому».
- Вакцина проти Гепатиту B дається при народженні «дітям, чиї матері є гепатит B позитивними».

#### Вакцинація дорослих
П'ять планових щеплення проти правця у дитинстві, як вважають, як правило, надають довічний імунітет; тому рутинно бустерна доза у дорослому віці не вводиться. Дорослим, схильним до ризику забруднення порізів (наприклад, садівники) може проводитись вакцинація проти правця кожні десять років.
Pneumococcal vaccinations (pneumococcal polysaccharide vaccine/PPV) are recommended for those over 65 and for people without a functional spleen (asplenia), either because the spleen has been removed or does not work properly. Also, it should be noted that current CDC guidelines recommend that if not previously vaccinated, administer PCV13 first and give PPSV23 6–12 months after, but if previously received PPSV23, administer PCV13 ≥12 months after
Flu vaccine is recommended for anyone who is aged 65 years and over, people with certain long-term medical conditions, health and social care professionals and poultry workers.

### США
The most up-to-date schedules are available from CDC's National Center for Immunization and Respiratory Diseases [Архівовано 22 березня 2021 у Wayback Machine.]. In the US, the National Childhood Vaccine Injury Act requires all health-care providers to provide parents or patients with copies of Vaccine Information Statements [Архівовано 21 березня 2017 у Wayback Machine.] before administering vaccines.
| Вакцина | Наро- дження | 1 міс. | 2 міс.  | 4 міс.  | 6 міс.                        | 9 міс.                        | 12 міс.                       | 15 міс.                       | 18 міс.                       | 19-23 міс.                    | 2-3 рр.                          | 4–6 рр.                          | 4–6 рр.                          | 7-10 рр.                         | 11–12 рр.                        | 13-18 рр.                        | 19–26 рр.                        | 27-59 рр.                        | 27-59 рр.                        | 60–64 рр.                        | ≥65 рр.                          |
| --- | ------------ | ------ | ------- | ------- | ----------------------------- | ----------------------------- | ----------------------------- | ----------------------------- | ----------------------------- | ----------------------------- | -------------------------------- | -------------------------------- | -------------------------------- | -------------------------------- | -------------------------------- | -------------------------------- | -------------------------------- | -------------------------------- | -------------------------------- | -------------------------------- | -------------------------------- |
| Гепатит B (HepB) | 1st          | 2nd    | 2nd     |         | 3rd                           | 3rd                           | 3rd                           | 3rd                           | 3rd                           |                               |                                  |                                  |                                  |                                  |                                  |                                  | 3 doses                          | 3 doses                          | 3 doses                          | 3 doses                          | 3 doses                          |
| Ротавірус |              |        | 1st     | 2nd     |                               |                               |                               |                               |                               |                               |                                  |                                  |                                  |                                  |                                  |                                  |                                  |                                  |                                  |                                  |                                  |
| Дифтерія, поліомієліт, кашлюк |              |        | DTaP    | DTaP    | DTaP                          |                               |                               | DTaP                          | DTaP                          |                               |                                  | DTaP                             | DTaP                             |                                  | Tdap                             |                                  | Td (every 10 years)              | Td (every 10 years)              | Td (every 10 years)              | Td (every 10 years)              | Td (every 10 years)              |
| Гемофільна паличка тип b (Hib) |              |        | 1st     | 2nd     |                               |                               | 3rd or 4th                    | 3rd or 4th                    |                               |                               |                                  |                                  |                                  |                                  |                                  |                                  | 1 or 3 doses                     | 1 or 3 doses                     | 1 or 3 doses                     | 1 or 3 doses                     | 1 or 3 doses                     |
| Пневмокок |              |        | 1st PCV | 2nd PCV | 3rd PCV                       |                               | 4th PCV                       | 4th PCV                       |                               |                               |                                  |                                  | PPSV                             | PPSV                             | PPSV                             | PPSV                             | PPSV                             | PPSV                             | PPSV                             | PPSV                             | PPSV                             |
| Поліомієліт, інактивована (IPV) |              |        | 1st     | 2nd     | 3rd                           | 3rd                           | 3rd                           | 3rd                           | 3rd                           |                               |                                  | 4th                              | 4th                              |                                  |                                  |                                  |                                  |                                  |                                  |                                  |                                  |
| Грип |              |        |         |         | Annual vaccination (IIV only) | Annual vaccination (IIV only) | Annual vaccination (IIV only) | Annual vaccination (IIV only) | Annual vaccination (IIV only) | Annual vaccination (IIV only) | Annual vaccination (IIV or LAIV) | Annual vaccination (IIV or LAIV) | Annual vaccination (IIV or LAIV) | Annual vaccination (IIV or LAIV) | Annual vaccination (IIV or LAIV) | Annual vaccination (IIV or LAIV) | Annual vaccination (IIV or LAIV) | Annual vaccination (IIV or LAIV) | Annual vaccination (IIV or LAIV) | Annual vaccination (IIV or LAIV) | Annual vaccination (IIV or LAIV) |
| Кір, краснуха, паротит (MMR) |              |        |         |         |                               |                               | 1st                           | 1st                           |                               |                               |                                  | 2nd                              | 2nd                              |                                  |                                  |                                  | 1 or 2 doses                     | 1 or 2 doses                     | 1 dose                           | 1 dose                           | 1 dose                           |
| Вітряна віспа (Вітрянка) |              |        |         |         |                               |                               | 1st                           | 1st                           |                               |                               |                                  | 2nd                              | 2nd                              |                                  |                                  |                                  |                                  |                                  |                                  | Addition of shingles vaccine     | Addition of shingles vaccine     |
| Гепатит А |              |        |         |         |                               |                               | 2-dose series                 | 2-dose series                 | 2-dose series                 | 2-dose series                 |                                  |                                  |                                  |                                  |                                  |                                  |                                  |                                  |                                  |                                  |                                  |
| Гепатит А |              |        |         |         |                               |                               |                               |                               |                               |                               |                                  |                                  |                                  |                                  |                                  |                                  |                                  |                                  |                                  |                                  |                                  |
| Менінгокок |              |        |         |         |                               | MCV                           | MCV                           | MCV                           | MCV                           | MCV                           | MCV                              | MCV                              | MCV                              | MCV                              | Dose 1                           | Booster at 16                    | 1 or more doses                  | 1 or more doses                  | 1 or more doses                  | 1 or more doses                  | 1 or more doses                  |
| Папіломавірус людини |              |        |         |         |                               |                               |                               |                               |                               |                               |                                  |                                  |                                  |                                  | 3 doses                          | 3 doses1                         | 3 doses1                         |                                  |                                  |                                  |                                  |
| Range of recommended ages for everyone. See references for more details. Range of recommended ages for certain high-risk groups. See references for more details. Range of recommended ages for catch-up immunization or for people who lack evidence of immunity (e.g., lack documentation of vaccination or have no evidence of prior infection). CDC provides more detailed information in catch-up immunizations. ↑ Note on HPV vaccine: Males who have not yet received 3 doses of HPV4 are generally recommended to have done so through age 21. HPV4 is recommended for men who have sex with men through age 26 years who did not get any or all doses when they were younger. |              |        |         |         |                               |                               |                               |                               |                               |                               |                                  |                                  |                                  |                                  |                                  |                                  |                                  |                                  |                                  |                                  |                                  |

## Порушення календаря щеплень

### Велика Британія,коклюш(1970-ті-80-ті)
1974 року з'явилися повідомлення про 36 реакцій на вакцину проти коклюшу, відомий академік Гордон Стюарт (англ. Gordon  Stewart) стверджував, що вакцина мала сумнівну ефективність, і ставив питання, чи переважає її користь ризики. Інформація була широко висвітлена в пресі та телебаченні. Охоплення знизилося з 81 % до 31 %, і розпочалася епідемія коклюшу, яка призвела до смерті деяких дітей. Офіційна медицина продовжила стверджувати про ефективність і безпеку вакцини; довіру громадськості було відновлено після публікації перевірки ефективності вакцини. Охоплення вакцинацією потім піднялася до рівнів більше 90 %, і рівень захворюваності помітно спав.

### СНД,дифтерія(1990-99)

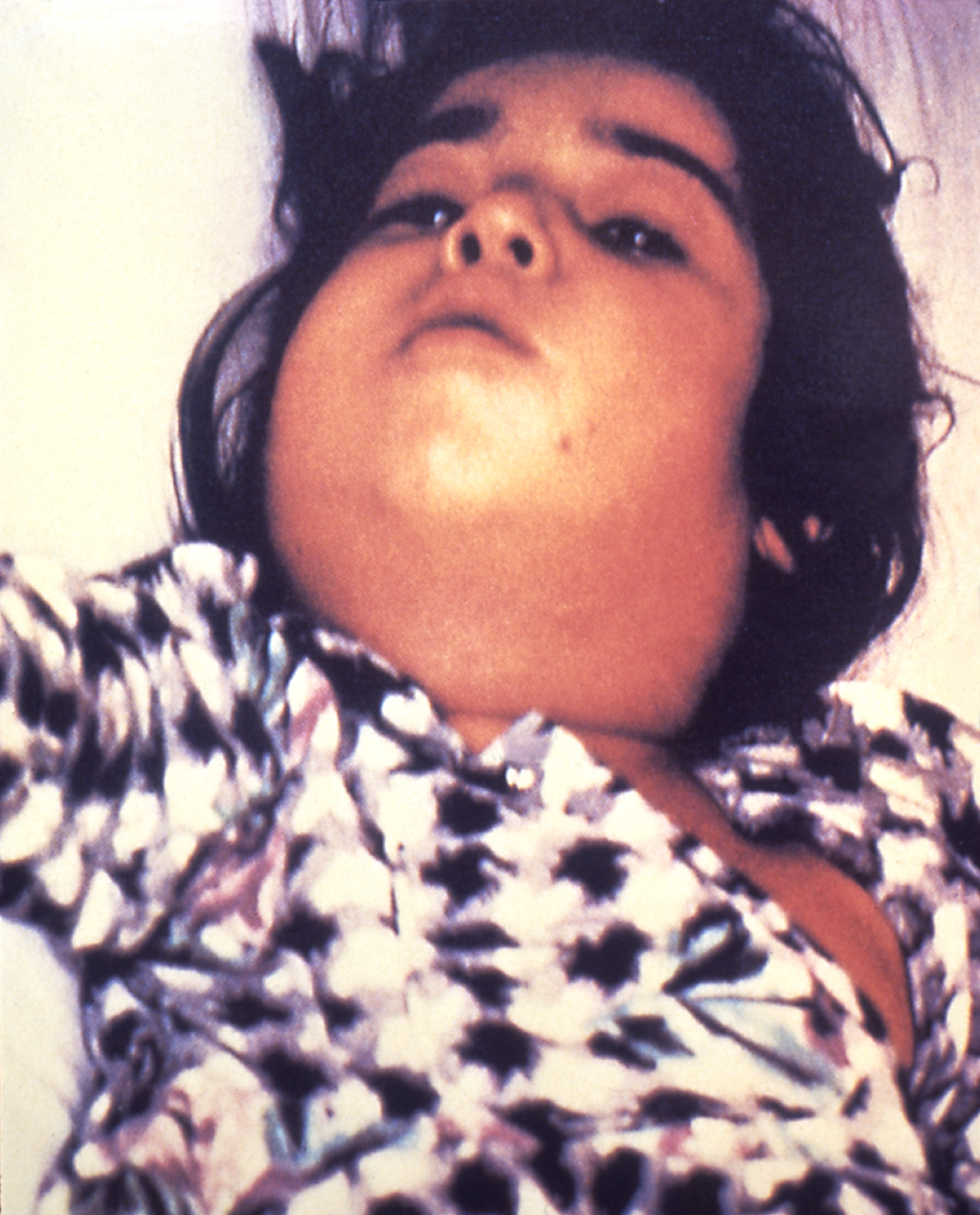
Дитина, хвора дифтерією

У 1990-1999 роках у країнах колишнього СРСР виникла епідемія дифтерії. Однією з основних причин спалаху епідемії, поряд із загальним розвалом системи охорони здоров'я, вважається значна кількість нещеплених проти дифтерії. Пік захворюваності припав на 1994—1995 роки, з 1986 до 1991 року охоплення населення вакцинацією становив менше 70 %.
У цей час засоби масової інформації широко висвітлювали антивакцинаторські погляди вірусолога Галини Черновської, почавши активну компанію дискредитації вакцинації. Інший лікар А. В. Пічногков вказував, що вакцини можуть викликати лейкемію та бути «стресовими» для дітей. Він, Червонська та інші лікарі розширили перелік захворювань, що є протипоказами до щеплення, до близько 50 пунктів. Охоплення вакциною АКДП впало до 30 %.
Часто зустрічалися фальсифіковані записи про щеплення в медичних картах. Охоплення вакцинацією знизилося, в тому числі, внаслідок масових відмов від вакцинації дітей, пов'язаних з активною діяльністю руху проти вакцинації. Крім того, дорослі не отримували планових протидифтерійних ревакцинацій.
Захворіло більше ніж 150 тис. осіб, з них близько 5 тисяч загинуло.

### Нідерланди,кір(1999—2000)
Спалах у релігійній спільноті і школах у Нідерландах ілюструє вплив кору на невакциноване населення. Населення в декількох провінціях де сталися спалахи мало високий рівень імунізації, за винятком одного з релігійних напрямків, яке традиційно не сприймає вакцинацію. Серед 2961 випадків кору було 3 смерті і 68 госпіталізацій. Це показує, що кір може бути важким захворюванням і приводити до смерті навіть в індустріальних країнах.

### Ірландія,кір(2000)
З кінця 1999 по літо 2000 тривав спалах кору в Північному Дубліні, Ірландія. У цей час середній по країні рівень імунізації впав нижче 80 %, а в Північному Дубліні становив близько 60 %. Сталося більш ніж 100 випадків госпіталізації з більш ніж 300 випадків. Три дитини загинули, деяким важко хворим для одужання знадобилася штучна вентиляція легень.

### Румунія(2016—2017)
Через антивакцинаторський рух та проблеми системи охорони здоров'я у Румунії за осінь 2016 — зиму 2017 від кору померло 17 дітей та інфіковано тисячі. За період лютий 2016 — березень 2017 інфіковано на 3 400 осіб більше, ніж за аналогічний період попереднього року, коли захворіло лише 7 і не було жодної смерті. За словами місцевого міністра охорони здоров'я, Флоріна Богуда, у країні першою вакциною щеплено лише 80 %, другою — лише 50 %. Згідно з рекомендацією ВООЗ, вакцинація проти кору має покривати 95 % популяції.